# Banda estreta

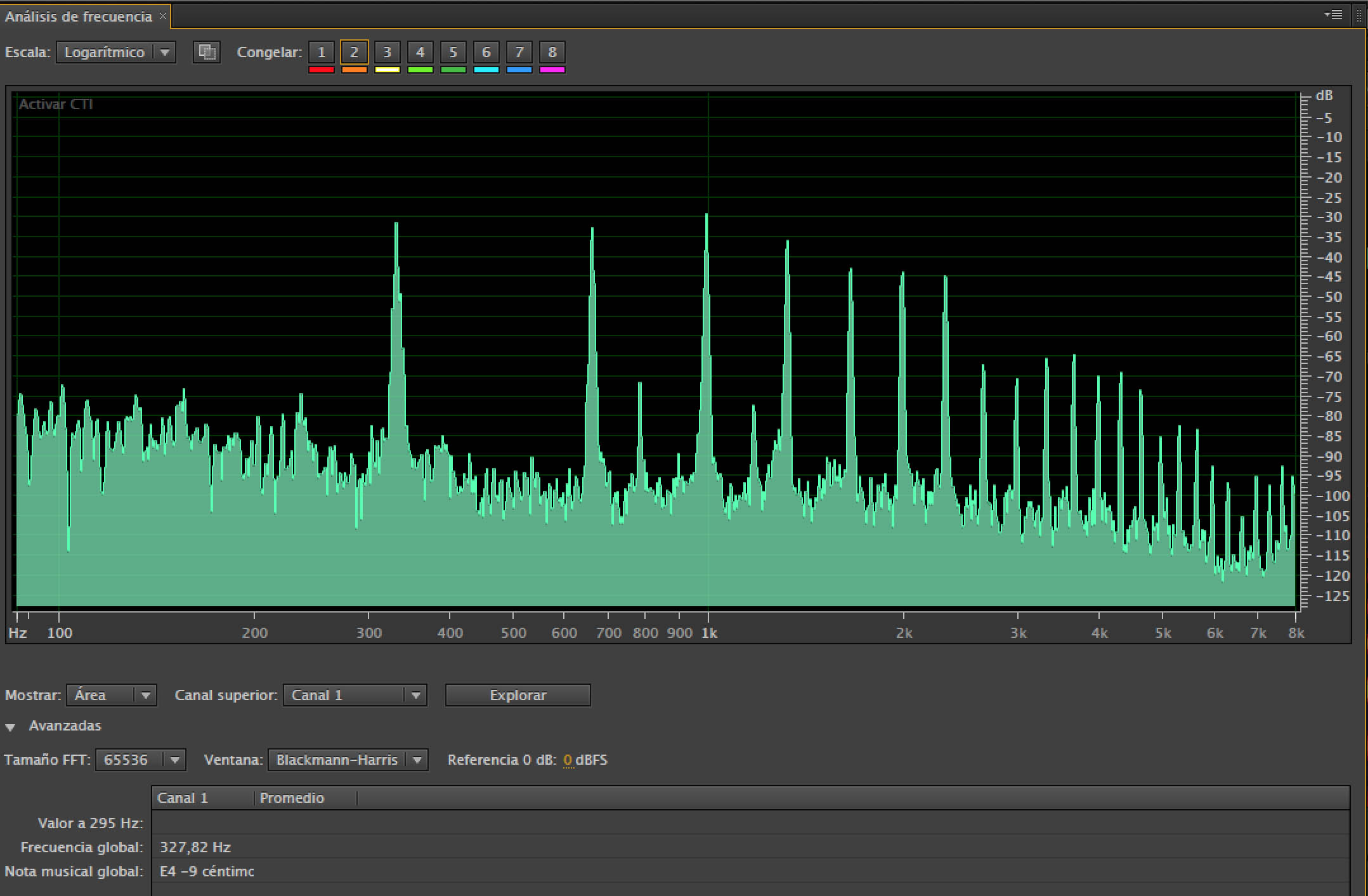
Fig.1 Transmissions de banda estreta

Les connexions de banda estreta a Internet fan referència a un tipus de connexió que utilitza una amplada de banda molt reduït. La connexió més típica de banda estreta que existeix és la connexió per mòdem telefònic. Un mòdem adapta els senyals informàtics produïts per l'ordinador a un altre tipus de senyal que pot ser enviat per la línia telefònica; igualment converteix el senyal que arriba a través de la línia telefònica en informació comprensible per a l'ordinador.
Els mòdems telefònics realitzen la comunicació en l'espai de freqüències disponible per a una trucada. Aquest espai és molt reduït, cosa que provoca que la velocitat de connexió no superi els 56 kbps (kilobits per segon). Degut a la baixa velocitat que s'aconsegueix, aquest tipus de connexió rep el nom de banda estreta.
Des de fa uns anys, les connexions per banda estreta estan sent substituïdes per modernes connexions de major amplada de banda (anomenades connexions de banda ampla). El fet de no haver d'utilitzar l'espai de freqüències de veu fa que la capacitat pugui ser de 128 kbps o superior. A més, les connexions de banda ampla permeten mantenir la connexió a Internet al mateix temps que s'utilitza la línia telefònica. Les connexions de banda ampla més populars són l'ADSL i les de Cablemòdem.

## Ultra Banda estreta
UNB (Ultra NarrowBand) és un cas especial de banda estreta on l'amplada de banda és molt petita (< 1KHz) amb l'objectiu de poder emetre amb gran potència de pic i aconseguir gran abast (5Km en zones urbanes i 25Km en altres zones)